# المريمة (مذيخرة)

تعديل مصدري - تعديل

المريمة محلة تابعة لقرية حبز، التابعة لعزلة حمير بمديرية مذيخرة إحدى مديريات محافظة إب في الجمهورية اليمنية.، بلغ تعداد سكانها 103 حسب تعداد اليمن لعام 2004.